# 노이에 바헤

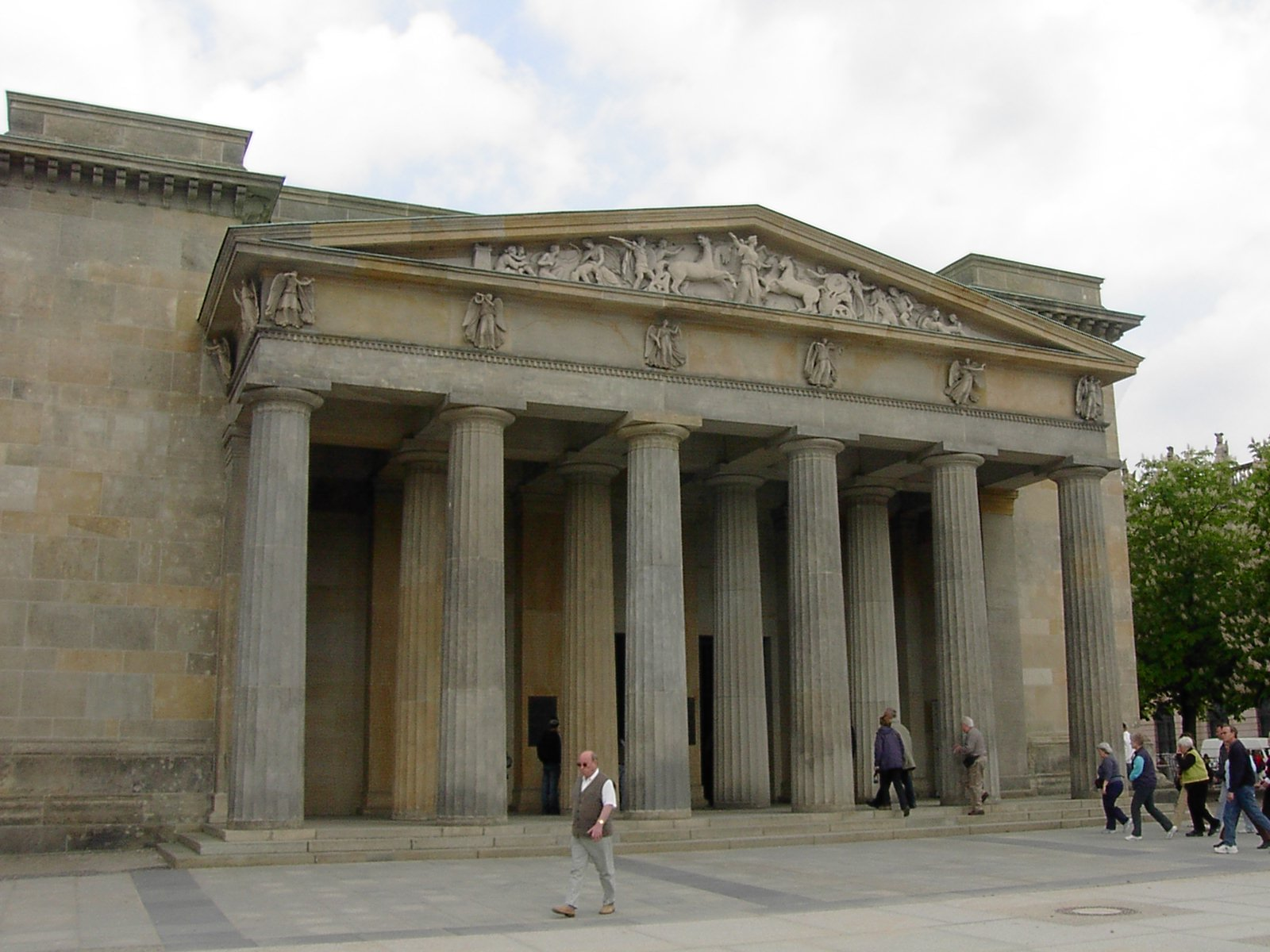
노이에 바헤. 신고전주의 양식의 입구

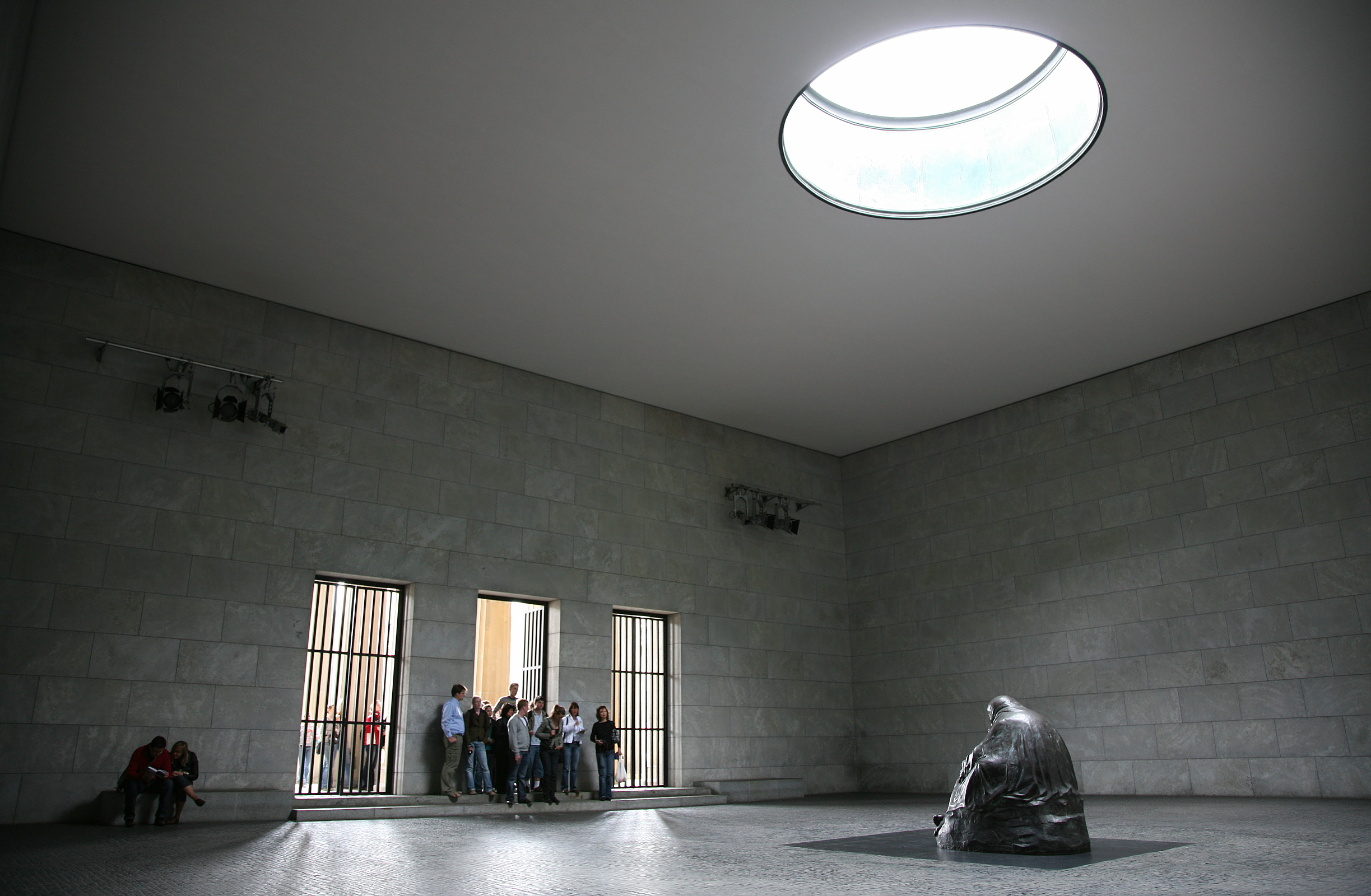
노이에 바헤 내부. 케테 콜비츠의 조각.

노이에 바헤(독일어: Neue Wache 새로운 경비대)는 전쟁과 독재의 희생자를 위한 독일의 중요한 추모관이다. 베를린 운터 덴 린덴가(Unter den Linden)거리에 훔볼트대학과 초이그하우스 가운데 있다. 독일의 건축가 칼 프리드리히 싱켈(Karl Friedrich Schinkel)이 디자인한, 신고전주의 건물로서 1816년부터 1818년사이에 완성한 건물이다. 원래는 프로이센 왕실 경비대 겸 나폴레옹과의 전쟁의 승리를 기념하기 위한 건물로 지었으나, 1차 세계대전 패배한 이후 1931년부터는 전쟁희생자를 위한 추모관으로 사용하고 있다.

## 같이 보기
- 마들렌 사원
- 카잔 대성당
- 부르봉궁